# Championnat d'Espagne de rugby à XV 2019-2020
Navigation
División de Honor 2018-2019 División de Honor 2020-2021
Le championnat d'Espagne de rugby à XV 2020-2021, qui porte le nom de División de Honor 2019-2020 est une compétition de rugby à XV qui oppose les douze meilleurs des clubs espagnols. La compétition a commencé le 14 septembre 2019.  Le championnat a été interrompu par la pandémie de Covid-19, et le Valladolid RAC a été déclaré champion après 17 journées jouées. 

## Participants
Les 12 équipes de la División de Honor sont :
| Alcobendas Barcelone Cisneros Burgos Hernani Santander Ordizia El Salvador Santboiana Valladolid Bathco Sevilla |

| Équipe                                | Stade                                    | Ville                 |
| ------------------------------------- | ---------------------------------------- | --------------------- |
| Lexus Alcobendas Rugby                | Las Terrazas                             | Alcobendas            |
| Universidad de Burgos - Bajo Cero     | San Amaro                                | Burgos                |
| Ampo Ordizia RE                       | Stade municipal d'Altamira               | Ordizia               |
| Aldro Energía Independiente Rugby     | Campo Municipal de San Román             | Santander             |
| Complutense Cisneros                  | Central de la Ciudad Universitaria       | Madrid                |
| SilverStorm El Salvador               | Stade Pepe-Rojo                          | Valladolid            |
| FC Barcelone                          | La Teixonera                             | Barcelone             |
| Hernani CRE (es)                      | Landare Toki                             | Hernani               |
| UE Santboiana                         | Estadi Baldiri Aleu                      | Sant Boi de Llobregat |
| VRAC Quesos Entrepinares              | Stade Pepe-Rojo                          | Valladolid            |
| Bathco RC (es)                        | Complejo Deportivo Municipal Ruth Beitia | Santander             |
| Ciencias Universidad Pablo de Olavide | Instalaciones Deportivas La Cartuja      | Séville               |

## Résumé des résultats

### Classement de la phase régulière
| Rang | Club           | J  | V  | N | D  | Pm  | Pe  | Diff | Pts |
| ---- | -------------- | -- | -- | - | -- | --- | --- | ---- | --- |
| 1    | Valladolid (T) | 17 | 14 | 1 | 2  | 535 | 293 | +242 | 68  |
| 2    | El Salvador    | 17 | 14 | 0 | 3  | 506 | 304 | +202 | 66  |
| 3    | Alcobendas     | 17 | 12 | 0 | 5  | 485 | 398 | +87  | 56  |
| 4    | Ordizia        | 17 | 11 | 1 | 5  | 542 | 339 | +203 | 55  |
| 5    | Santboiana     | 17 | 9  | 1 | 7  | 447 | 436 | +11  | 43  |
| 6    | Barcelone      | 17 | 8  | 3 | 6  | 431 | 438 | -7   | 42  |
| 7    | Independiente  | 17 | 8  | 1 | 8  | 459 | 486 | -27  | 39  |
| 8    | Burgos         | 17 | 7  | 2 | 8  | 411 | 454 | -43  | 35  |
| 9    | Ciencias (P)   | 17 | 5  | 0 | 12 | 344 | 460 | -116 | 26  |
| 10   | Cisneros       | 17 | 5  | 0 | 12 | 330 | 449 | -119 | 25  |
| 11   | Bathco (P)     | 17 | 3  | 1 | 13 | 365 | 412 | -47  | 23  |
| 12   | Hernani        | 17 | 1  | 0 | 16 | 271 | 657 | -386 | 8   |

|  | Champion (no 1).                          |
|  | Relégué (no 12).                          |
|  | T : tenant du titre 2019, P : promu 2019. |

Attribution des points : victoire sur tapis vert : 5, victoire : 4, match nul : 2, défaite : 0, forfait : -2 ; plus les bonus (offensif : 4 essais marqués ; défensif : défaite par 7 points d'écart ou moins).
Règles de classement : ?

### Résultats détaillés
L'équipe qui reçoit est indiquée dans la colonne de gauche.
| Clubs                                 | ALC   | BAR   | BAT   | BUR   | CIE   | CIS   | ESV   | HER   | IND   | ORD   | SNB   | VAL   |
| ------------------------------------- | ----- | ----- | ----- | ----- | ----- | ----- | ----- | ----- | ----- | ----- | ----- | ----- |
| Lexus Alcobendas Rugby                |       |       | 41-25 | 9-36  | 33-13 | 29-13 |       | 36-25 | 50-22 | 34-28 | 46-22 | 31-33 |
| FC Barcelone                          | 15-20 |       | 24-18 |       | 29-0  | 30-27 | 29-27 |       |       | 25-25 | 32-32 | 14-22 |
| Bathco RC                             |       | 28-33 |       | 20-20 | 19-10 | 33-0  |       | 44-6  | 20-30 | 26-35 |       | 19-38 |
| Universidad de Burgos - Bajo Cero     | 18-24 | 28-28 |       |       |       | 33-29 | 19-28 | 42-7  | 17-28 | 18-28 | 35-21 | 17-31 |
| Ciencias Universidad Pablo de Olavide |       | 23-27 | 20-19 | 11-15 |       | 28-15 | 12-35 | 62-17 | 42-23 |       |       | 27-28 |
| Complutense Cisneros                  | 18-17 | 21-24 | 24-16 |       | 24-16 |       | 21-33 | 39-25 |       | 7-24  | 13-17 |       |
| SilverStorm El Salvador               | 31-33 | 41-19 | 22-16 |       | 38-5  | 19-6  |       |       | 46-22 | 36-35 | 44-11 |       |
| Hernani CRE                           |       | 32-31 |       | 24-30 | 23-41 | 20-21 | 5-17  |       | 7-42  | 15-24 | 24-27 | 0-52  |
| Aldro Energía Independiente Rugby     | 20-27 | 19-14 | 27-23 | 38-43 |       | 49-32 | 22-23 | 21-20 |       |       | 26-27 | 35-35 |
| Ampo Ordizia RE                       | 18-12 | 35-37 | 36-5  | 44-7  | 48-19 |       | 21-24 | 66-14 | 17-20 |       |       |       |
| UE Santboiana                         | 22-29 |       | 20-14 | 43-26 | 26-9  |       | 14-34 | 62-7  | 43-15 | 30-33 |       | 23-22 |
| VRAC Quesos Entrepinares              | 39-14 | 40-20 | 26-20 | 41-7  | 41-6  | 36-20 | 14-8  |       |       | 10-25 | 27-7  |       |

|  | Victoire à domicile |  | Match nul |  | Défaite à domicile |

### Statistiques

#### Meilleurs réalisateurs
| Rang | Joueur            | Club                                  | Poste            | Points | Essais | Transf. | Pén. | Drop |
| ---- | ----------------- | ------------------------------------- | ---------------- | ------ | ------ | ------- | ---- | ---- |
| 1    | Valentin Cruz     | Ampo Ordizia RE                       | Demi d'ouverture | 219    | 4      | 41      | 37   | 2    |
| 2    | Ignacio Poet      | Bathco RC                             | Demi d'ouverture | 140    | 0      | 25      | 30   | 0    |
| 2    | Jonathan Bentley  | UE Santboiana                         | Demi d'ouverture | 140    | 4      | 36      | 16   | 0    |
| 4    | Pedro Rodriguez   | Complutense Cisneros                  | Ailier           | 132    | 0      | 18      | 32   | 0    |
| 5    | Bradley Linklater | Lexus Alcobendas Rugby                | Demi d'ouverture | 131    | 1      | 33      | 19   | 1    |
| 6    | Gabriel Roldan    | Aldro Energía Independiente Rugby     | Demi de mêlée    | 123    | 3      | 24      | 20   | 0    |
| 7    | Bautista Güemes   | FC Barcelone                          | Arrière          | 104    | 1      | 27      | 14   | 1    |
| 8    | Hendri Rust       | SilverStorm El Salvador               | Arrière          | 89     | 5      | 20      | 8    | 0    |
| 9    | Sione Fifita      | Ciencias Universidad Pablo de Olavide | Ailier           | 86     | 10     | 6       | 8    | 0    |
| 10   | Kemueli Valetini  | VRAC Quesos Entrepinares              | Centre           | 85     | 1      | 22      | 12   | 0    |

#### Meilleurs marqueurs
| Rang | Joueur                | Club                                  | Poste     | Essais |
| ---- | --------------------- | ------------------------------------- | --------- | ------ |
| 1    | Nathan Paila          | VRAC Quesos Entrepinares              | 3e ligne  | 12     |
| 2    | Mauro Perotti         | Centre                                | Centre    | 11     |
| 3    | Sione Fifita          | Ciencias Universidad Pablo de Olavide | Ailier    | 10     |
| 4    | John-Wessel Bell      | VRAC Quesos Entrepinares              | Arrière   | 9      |
| 4    | Ramiro Robledo        | UE Santboiana                         | 3e ligne  | 9      |
| 4    | Martin Garcia         | FC Barcelone                          | Talonneur | 9      |
| 4    | Franco Velarde        | FC Barcelone                          | Arrière   | 9      |
| 4    | Michael Walker-Fitton | SilverStorm El Salvador               | 2e ligne  | 9      |
| 4    | Pedro de la Lastra    | VRAC Quesos Entrepinares              | Ailier    | 9      |
| 4    | Taiel Palmieri        | Aldro Energía Independiente Rugby     | Ailier    | 9      |